# Hässelbygårdsskolan

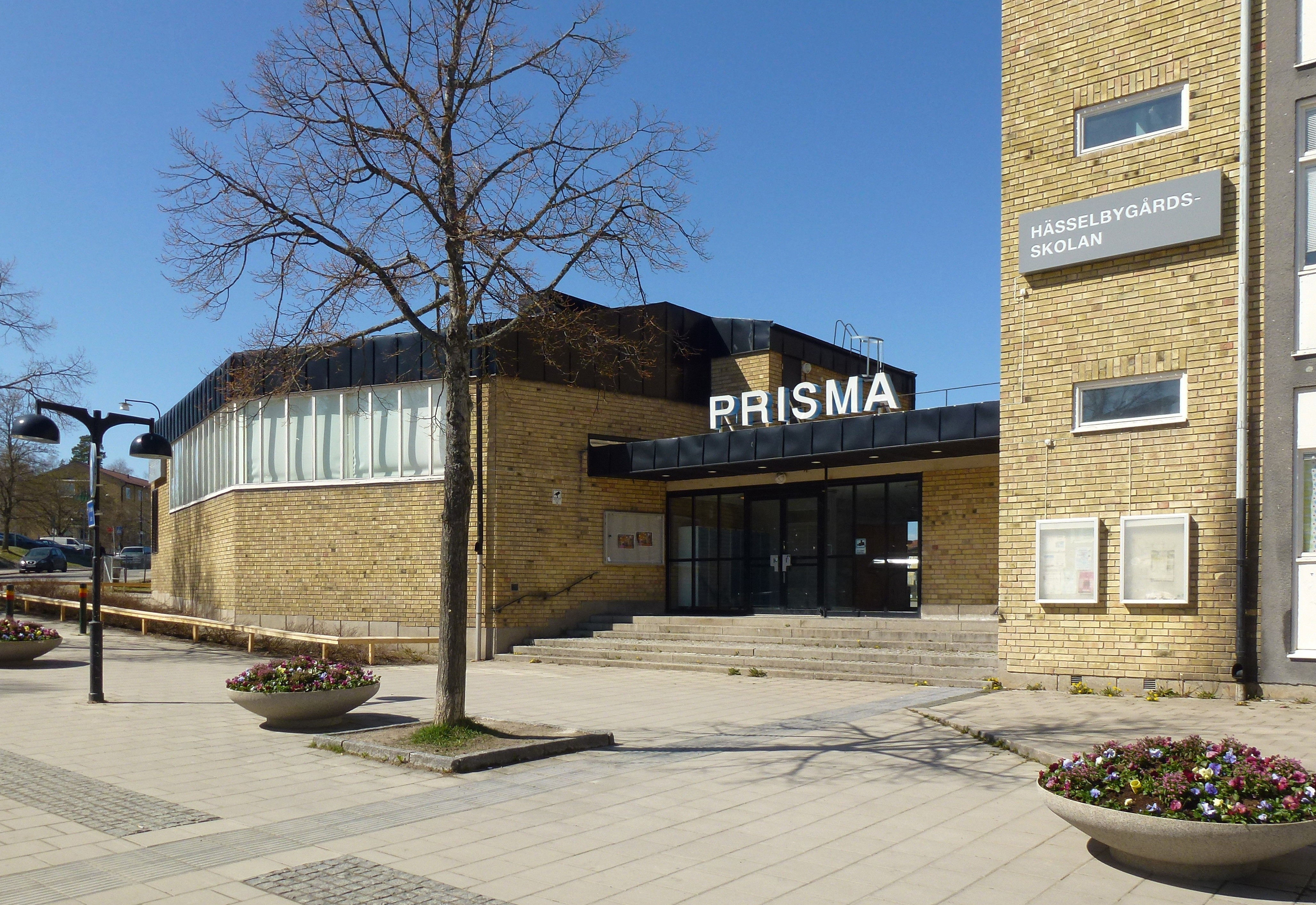
Hässelbygårdsskolans aula "Prisma".

Hässelbygårdsskolan (ursprungligt namn Centralskola i Hässelby gård) är en kommunal grundskola vid Loviselundsvägen i stadsdelen Hässelby gård i västra Stockholm. Skolans uppfördes i etapper mellan 1957 och 1963 efter ritningar av arkitekt Stig Åkermark. Skolans första delar stod klara 1958 och fick förutom undervisningslokaler även läkarmottagning, två matsalar, en aula med biografen Prisma och en simhall.

## Verksamhet

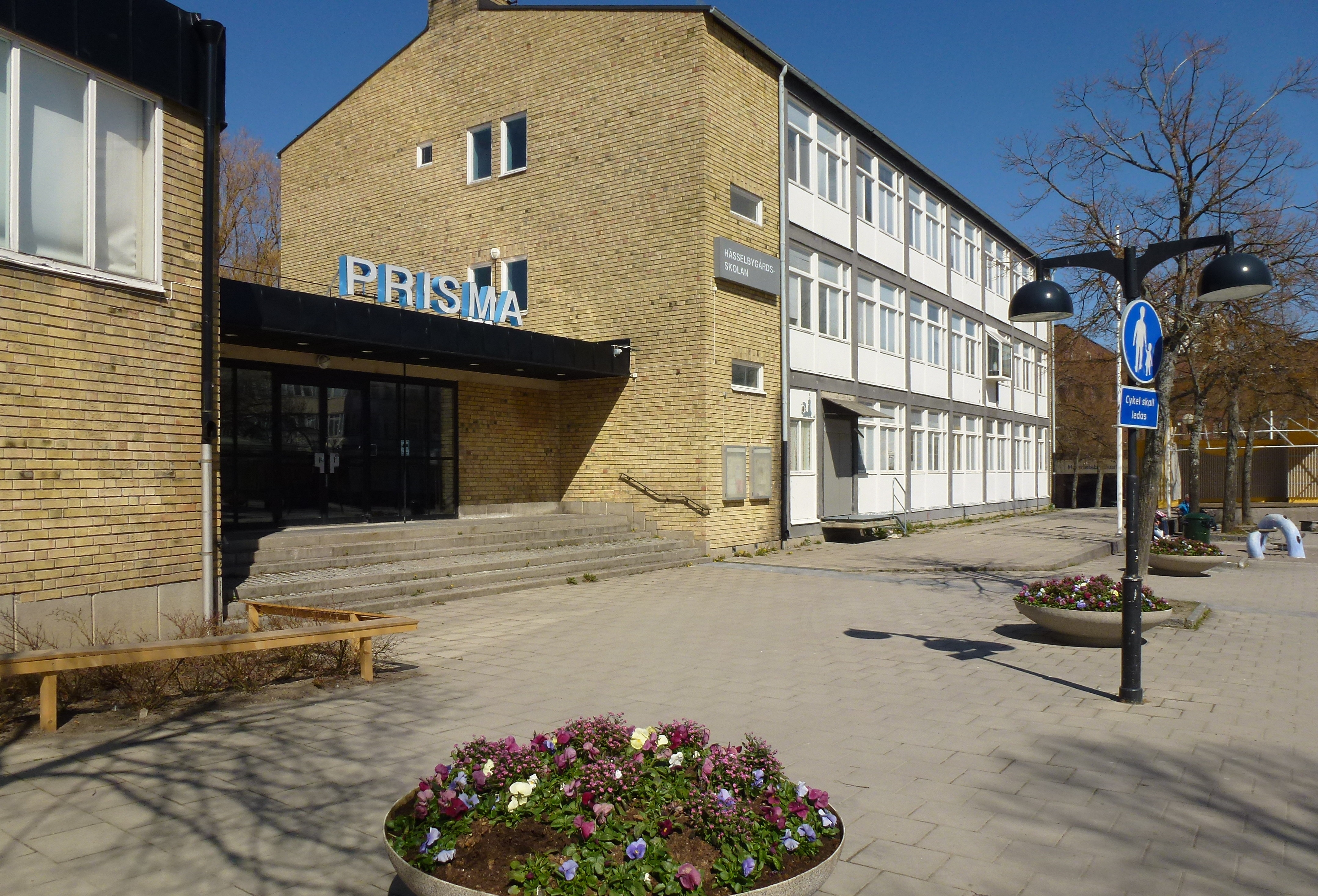
Skolans institutionsdel, 2013.

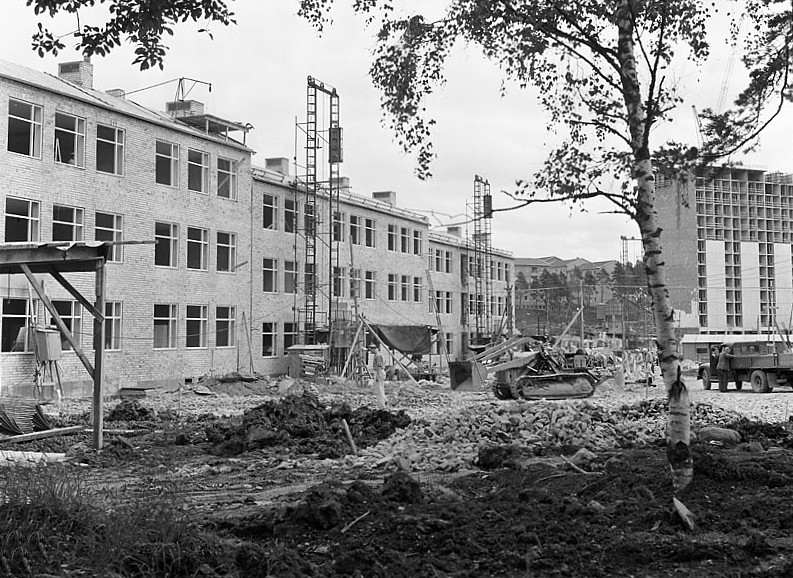
Skolans klassrumslänga byggs, 1957.

Hässelbygårdsskolan är en F-9 skola (från förskola till årskurs 9). Dessutom finns en grundsärskola från årskurs 6-9 samt fyra fritidshem och en fritidsklubb. Totalt besöks Hässelbygårdsskolan av omkring 540 elever som undervisas av cirka 60 lärare.

## Byggnader
Stadsplanen för kvarteret Springbrunnen vann laga kraft 1955 och avsåg bebyggelse för "allmänt ändamål", i detta fall en grundskola som kom att ligga cirka 80 meter från Hässelbygårds tunnelbanestation.   
Byggherre var Stockholms folkskoledirektion som anlitade arkitekt Stig Åkermark att formge skolan. Åkermark hade god erfarenhet med svensk skolarkitektur, han var under många år medarbetare till Sveriges främste skolarkitekt, Paul Hedqvist, och hade själv ritat flera skolor i Stockholm innan han åtog sig uppdraget.
Hässelbygårdsskolan består av sex byggnader som grupperar sig kring en större skolgård. Komplexets olika hus har varierande gestaltning men sammanhålls genom ett enhetligt fasadmaterial i gult tegel. I söder, nära Hässelby torg, anordnades institutionslokaler och samlingssalen / aulan ”Prisma” som även fungerade som biograf för allmänheten (se Biograf Prisma). I nordost lades en klassrumslänga i tre våningar, i nordväst uppfördes ytterligare klassrum, matsalen och en gymnastikbyggnad med idrottshall och simhall med en bassäng  på 16x6 meter. Simhallsdelen är sedan år 2005 stängd på grund av bristande underhåll.
Skolans byggnader är grönmarkerade av Stockholms Stadsmuseum, vilket betyder att bebyggelsen är särskilt värdefull från historisk, kulturhistorisk, miljömässig eller konstnärlig synpunkt. Hässelbygårdsskolan ägs och förvaltas av Skolfastigheter i Stockholm AB (SISAB).